# Osthouse
 (mai 2021).
Osthouse (Ooscht en alsacien, Osthausen en allemand) est une commune française située dans la circonscription administrative du Bas-Rhin. Depuis le 1er janvier 2021, elle fait partie du territoire de la Collectivité européenne d'Alsace, en région Grand Est.
Cette commune se trouve dans la région historique et culturelle d'Alsace.

## Géographie
Osthouse est un village situé à cheval sur la plaine du Centre-Alsace et le Ried. Les terres agricoles font partie des meilleures terres de la plaine d'Alsace. Le Ried est une zone humide arrosée par la rivière l'Ill et de nombreux cours d'eau, certains issus de la nappe phréatique. La forêt représente un tiers du territoire communal, le reste étant réservé au village et à la polyculture. L'agriculture constitue l'activité principale développée dans la commune.
L'habitat est exclusivement constitué de maisons individuelles et de fermes.
La voie de chemin de fer ainsi que l'ancienne route nationale 83 traversent le territoire de la commune et facilitent l'accès aux grandes villes de la région. Le Rhin, frontière avec l'Allemagne, est éloigné de sept kilomètres du village.
|            | Erstein    |           |
| Bolsenheim | Osthouse   | Gerstheim |
| Uttenheim  | Matzenheim |           |

### Hydrographie

#### Réseau hydrographique
La commune est dans le bassin versant du Rhin au sein du bassin Rhin-Meuse. Elle est drainée par l'Ill, la Zembs, le ruisseau Bronnwasser et le ruisseau Hanfgraben,.
L'Ill, d'une longueur de 217 km, prend sa source dans la commune de Winkel et se jette  dans le Grand Canal d'Alsace à Offendorf, après avoir traversé 68 communes. Les caractéristiques hydrologiques de l'Ill sont données par la station hydrologique située sur la commune. Le débit moyen mensuel est de 38,1 m3/s. Le débit moyen journalier maximum est de 260 m3/s, atteint lors de la crue du 16 janvier 2004. Le débit instantané maximal est quant à lui de 277 m3/s, atteint le 7 janvier 2018.
La Zembs, d'une longueur de 25 km, prend sa source dans la commune de Hilsenheim et se jette  dans le canal d'alimentation de l'Ill à Nordhouse, après avoir traversé onze communes. 

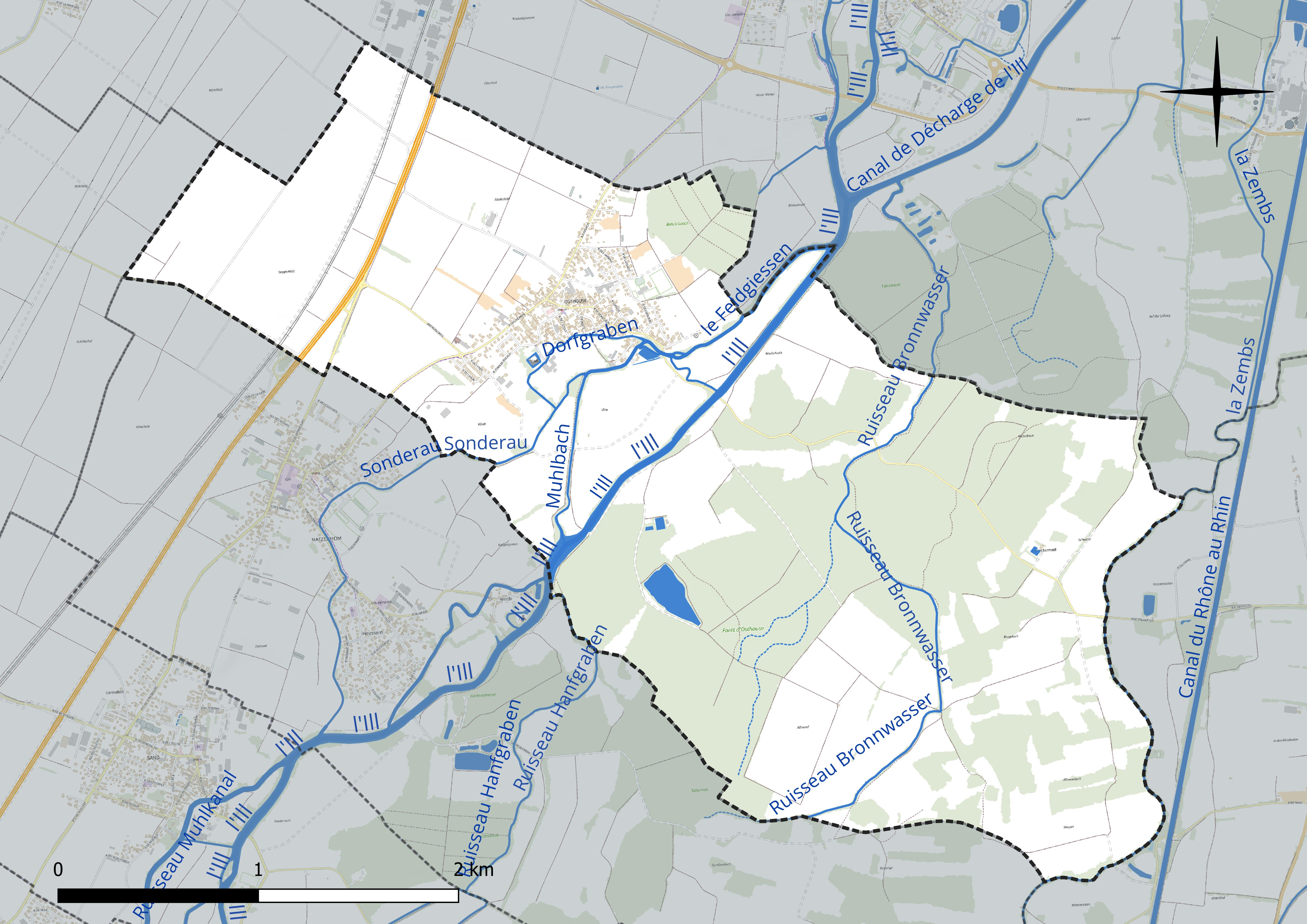
Réseau hydrographique d'Osthouse.

#### Gestion et qualité des eaux
Le territoire communal est couvert par le schéma d'aménagement et de gestion des eaux (SAGE) « Ill Nappe Rhin ». Ce document de planification concerne la nappe phréatique rhénane, les cours d'eau de la plaine d'Alsace et du piémont oriental du Sundgau, les canaux situés entre l'Ill et le Rhin et les zones humides de la plaine d'Alsace. Le périmètre s’étend sur 3 596 km2. Il a été approuvé le 17 janvier 2005. La structure porteuse de l'élaboration et de la mise en œuvre est la région Grand Est. 
La qualité des cours d’eau peut être consultée sur un site dédié géré par les agences de l’eau et l’Agence française pour la biodiversité.

#### Risques d'inondation
La vallée de l'Ill comme l'ensemble du département a connu plusieurs inondations importantes. On peut citer au 20e siècle, les crues de 1910, 1919, 1947, 1955, 1983 et 1990 notamment qui ont causé de nombreux dégâts (destructions de ponts, inondations de zones industrielles et d’ agglomérations). Les inondations de l'Ill ont lieu essentiellement en période hivernale et printanière à la suite de pluies abondantes parfois associées à la fonte du manteau neigeux. Les crues de 1983 et de 1990 ont présenté une période de retour entre 20 et 50 ans. Afin d'anticiper et de gérer une éventuelle inondation, un Plan de prévention des risques d'inondation de l'lll  a été approuvé par arrêté préfectoral le 30 janvier 2020. 
73 % de la superficie du ban communal sont concernés par le risque inondation. Toute la partie sud-est du territoire d’Osthouse est en zone inondable. Il s’agit de terres agricoles et naturelles, constituant des champs  expansion des crues. Le secteur urbanisé situé au Sud-Est du bourg d’Osthouse est concerné par de l’aléa faible ou moyen (rue de Gerstheim, Faubourg du Château, rue et impasse du Hameau, rue Longue, ainsi que dans les rues de l’Église, de l’École et Étroite).

### Climat
Pour des articles plus généraux, voir Climat du Grand Est et Climat du Bas-Rhin.
En 2010, le climat de la commune est de type climat des marges montargnardes, selon une étude du Centre national de la recherche scientifique s'appuyant sur une série de données couvrant la période 1971-2000. En 2020, Météo-France publie une typologie des climats de la France métropolitaine dans laquelle la commune est exposée à un climat semi-continental et est dans la région climatique  Alsace, caractérisée par une pluviométrie faible, particulièrement en automne et en hiver, un été chaud et bien ensoleillé, une humidité de l’air basse au printemps et en été, des vents faibles et des brouillards fréquents en automne (25 à 30 jours). 
Pour la période 1971-2000, la température annuelle moyenne est de 10,7 °C, avec une amplitude thermique annuelle de 17,8 °C. Le cumul annuel moyen de précipitations est de 643 mm, avec 8,3 jours de précipitations en janvier et 9,9 jours en juillet. Pour la période 1991-2020, la température moyenne annuelle observée sur la station météorologique de Météo-France la plus proche, « Strasbourg-Entzheim », sur la commune d'Entzheim à 15 km à vol d'oiseau, est de 11,4 °C et le cumul annuel moyen de précipitations est de 635,7 mm. 
La température maximale relevée sur cette station est de 38,9 °C, atteinte le 25 juillet 2019 ; la température minimale est de −23,6 °C, atteinte le 23 janvier 1942,,. 
Les paramètres climatiques de la commune ont été estimés pour le milieu du siècle (2041-2070) selon différents scénarios d'émission de gaz à effet de serre à partir des nouvelles projections climatiques de référence DRIAS-2020. Ils sont consultables sur un site dédié publié par Météo-France en novembre 2022.

## Urbanisme

### Typologie
Au 1er janvier 2024, Osthouse est catégorisée ceinture urbaine, selon la nouvelle grille communale de densité à sept niveaux définie par l'Insee en 2022.
Elle est située hors unité urbaine. Par ailleurs la commune fait partie de l'aire d'attraction de Strasbourg (partie française), dont elle est une commune de la couronne,. Cette aire, qui regroupe 268 communes, est catégorisée dans les aires de 700 000 habitants ou plus (hors Paris),.

### Occupation des sols
L'occupation des sols de la commune, telle qu'elle ressort de la base de données européenne d’occupation biophysique des sols Corine Land Cover (CLC), est marquée par l'importance des territoires agricoles (63,6 % en 2018), en diminution par rapport à 1990 (65,5 %). La répartition détaillée en 2018 est la suivante : terres arables (43,5 %), forêts (30,3 %), prairies (13,7 %), zones agricoles hétérogènes (6,5 %), zones urbanisées (6,1 %). L'évolution de l’occupation des sols de la commune et de ses infrastructures peut être observée sur les différentes représentations cartographiques du territoire : la carte de Cassini (XVIIIe siècle), la carte d'état-major (1820-1866) et les cartes ou photos aériennes de l'IGN pour la période actuelle (1950 à aujourd'hui).

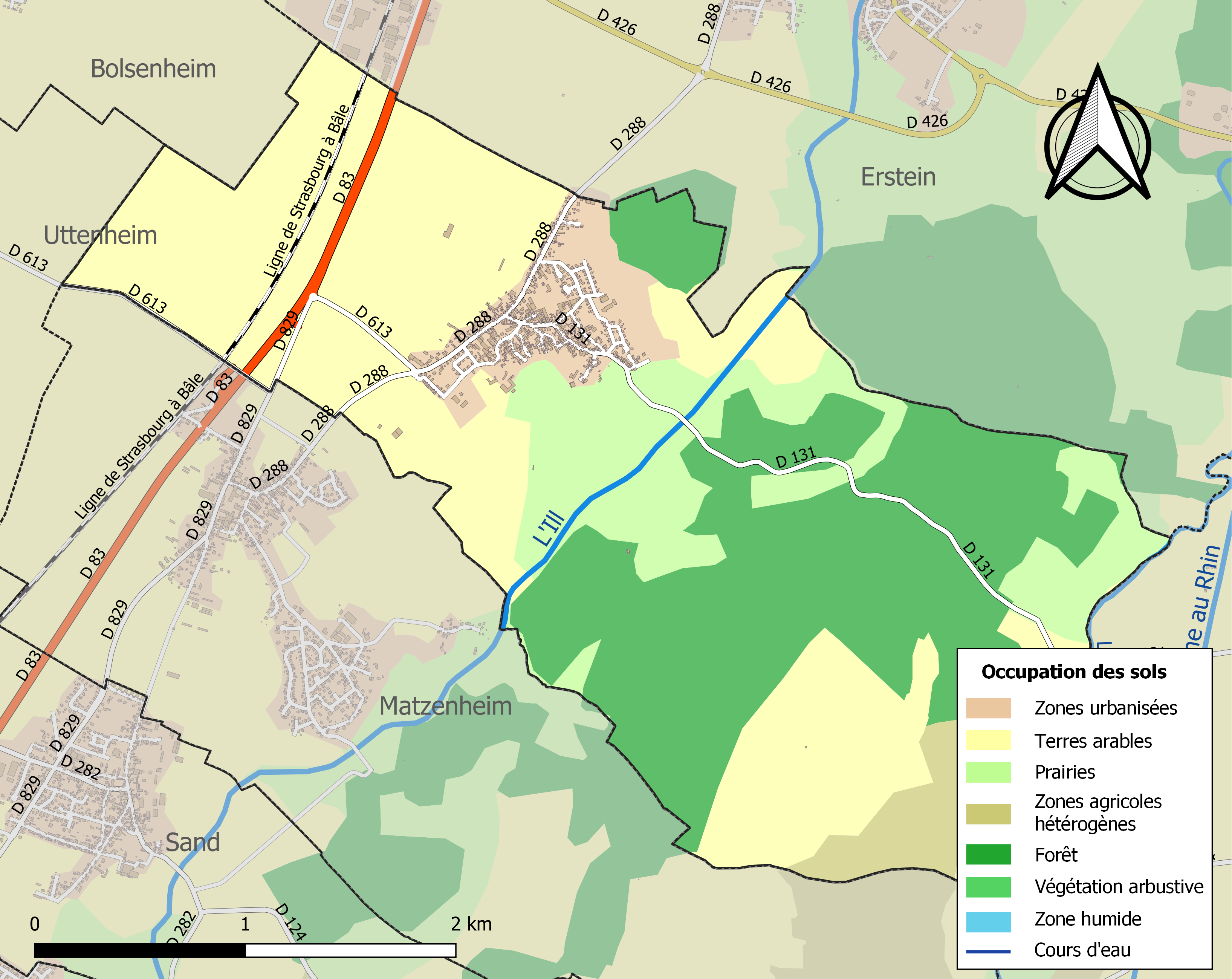
Carte des infrastructures et de l'occupation des sols de la commune en 2018 (CLC).

## Toponymie
- Hosthuos (1224-28), Osthausen (1793), Osthausen (1801).

## Histoire
Le nom du village, Ossinhuus, a été cité la première fois en 736[réf. nécessaire]. 
Des fouilles effectuées en 2004 attestent que le site était déjà habité au IVe siècle av. J.-C.
D'autres fouilles effectuées en 2005 ont mis au jour deux nécropoles mérovingiennes à Osthouse et à Matzenheim.
Le village est un Hauffendorf, c'est-à-dire un village groupé, la forme de village la plus ancienne. 
Le Heidenstraessel, voie romaine, est un élément complémentaire de l'ancienneté du village. 
Dans des trouvailles récentes, faites 2012, les plus anciennes traces proviennent de l'époque du second âge du fer qui s'étend du IVe siècle au Ier siècle av. J.-C. En 1349, le village était un fief impérial concédé aux Zorn de Bulach. Cette famille noble resta présente au château d'Osthouse jusqu'au XXe siècle.
Durant la guerre de Trente Ans, le général suédois Horn, qui dirigea le siège de Benfeld, élut domicile au château d'Osthouse, tandis que Jean-Louis Zorn de Bulach défendait Benfeld[réf. nécessaire].

## Politique et administration
Breysach  Michel, du 21.11.1931 jusqu'à mai 1940-	Prise en charge de nombreuses demandes d’aide sociale pour des affiliations à la caisse des  pauvres habitants du village, aide pour les familles dont le père est au service militaire, frais d’hospitalisation, frais d’accouchement, attribution d'une prime d’assistance de femme en couche, aide aux chômeurs qui doivent travailler pour la commune.-	Prolongation du réseau électrique, procès concernant un lavoir, fixation des heures de fermeture des restaurants, fixation des vitesses des véhicules en agglomération, durée de fonctionnement de l’éclairage public.
-	Fixation des journées de corvée (Frohntag).
Meyer  Joseph, de juin 1940 à novembre 1944 - Les registres des archives communales et les délibérations du conseil municipal de cette période sont introuvables.
Klein Georges,  du 01.12.1944 au 26 mars 1965-	Après sa nomination remettre le calme aux rancœurs et aux haines.-	Approbation des évaluations des dommages de guerre.-	Aides aux sinistrés.-	Pose du réseau d’eau	Construction de la mairie-école.-	Remembrement premières décisions.
Zorn de Bulach Stanislas, du 27 mars 1965 au 24 mars 1977 -	Mise en place du remembrement et demande d’établissement du P.O.S, adhésion au SIVOM d'Erstein.-	Mise en place du ramassage local des ordures ménagères.-	Ouverture de la gravière.-	Réalisation d’un lotissement, de la première tranche d'assainissement, rénovation de la rue Longue, création du terrain de basket-ball, réalisation progressive de la gravière.
Ehrhart Marcel, du 25 mars 1977 au 22 juin 1995-	Assainissement, aménagements et équipements de plusieurs rues du village, place de la Mairie, pose des conduites de gaz.-	Création du court de tennis, du dépôt d'incendie, du terrain de football, de lotissements, de l'abri bus, salle polyvalente du C.S.B.O.-	Rénovation extérieure de l'église, du l'ancien bâtiment des sœurs garde-malade.
Fender Raymond, du 23 juin 1995 à ce jour (février 2013)-	Travaux de voirie et d’aménagement des entrées du village, de la rue du Château, de la place des Fêtes-	Travaux de réfection à l’école et aux logements communaux, installation du chauffage central au presbytère et réfection de la toiture du presbytère ainsi que peintures extérieures, rénovation de la toiture de l’église.-	Création d'un logement au presbytère, nouvelle chaudière à gaz desservant la mairie-école et l'ancienne école.

## Population et société

### Démographie
L'évolution du nombre d'habitants est connue à travers les recensements de la population effectués dans la commune depuis 1793. Pour les communes de moins de 10 000 habitants, une enquête de recensement portant sur toute la population est réalisée tous les cinq ans, les populations de référence des années intermédiaires étant quant à elles estimées par interpolation ou extrapolation. Pour la commune, le premier recensement exhaustif entrant dans le cadre du nouveau dispositif a été réalisé en 2008.

En 2022, la commune comptait 955 habitants, en évolution de +3,47 % par rapport à 2016 (Bas-Rhin : +3,17 %, France hors Mayotte : +2,11 %).
| 1793 | 1800 | 1806 | 1821 | 1831 | 1836 | 1841 | 1846 | 1851 |
| ---- | ---- | ---- | ---- | ---- | ---- | ---- | ---- | ---- |
| 616  | 595  | 718  | 765  | 812  | 818  | 828  | 813  | 836  |

| 1856 | 1861 | 1866 | 1871 | 1875 | 1880 | 1885 | 1890 | 1895 |
| ---- | ---- | ---- | ---- | ---- | ---- | ---- | ---- | ---- |
| 800  | 786  | 839  | 884  | 855  | 818  | 830  | 797  | 840  |

| 1900 | 1905 | 1910 | 1921 | 1926 | 1931 | 1936 | 1946 | 1954 |
| ---- | ---- | ---- | ---- | ---- | ---- | ---- | ---- | ---- |
| 847  | 848  | 876  | 743  | 752  | 752  | 725  | 694  | 724  |

| 1962 | 1968 | 1975 | 1982 | 1990 | 1999 | 2006 | 2008 | 2013 |
| ---- | ---- | ---- | ---- | ---- | ---- | ---- | ---- | ---- |
| 739  | 754  | 827  | 850  | 884  | 946  | 955  | 958  | 911  |

| 2018 | 2022 | - | - | - | - | - | - | - |
| ---- | ---- | - | - | - | - | - | - | - |
| 925  | 955  | - | - | - | - | - | - | - |

## Économie

### Agriculture

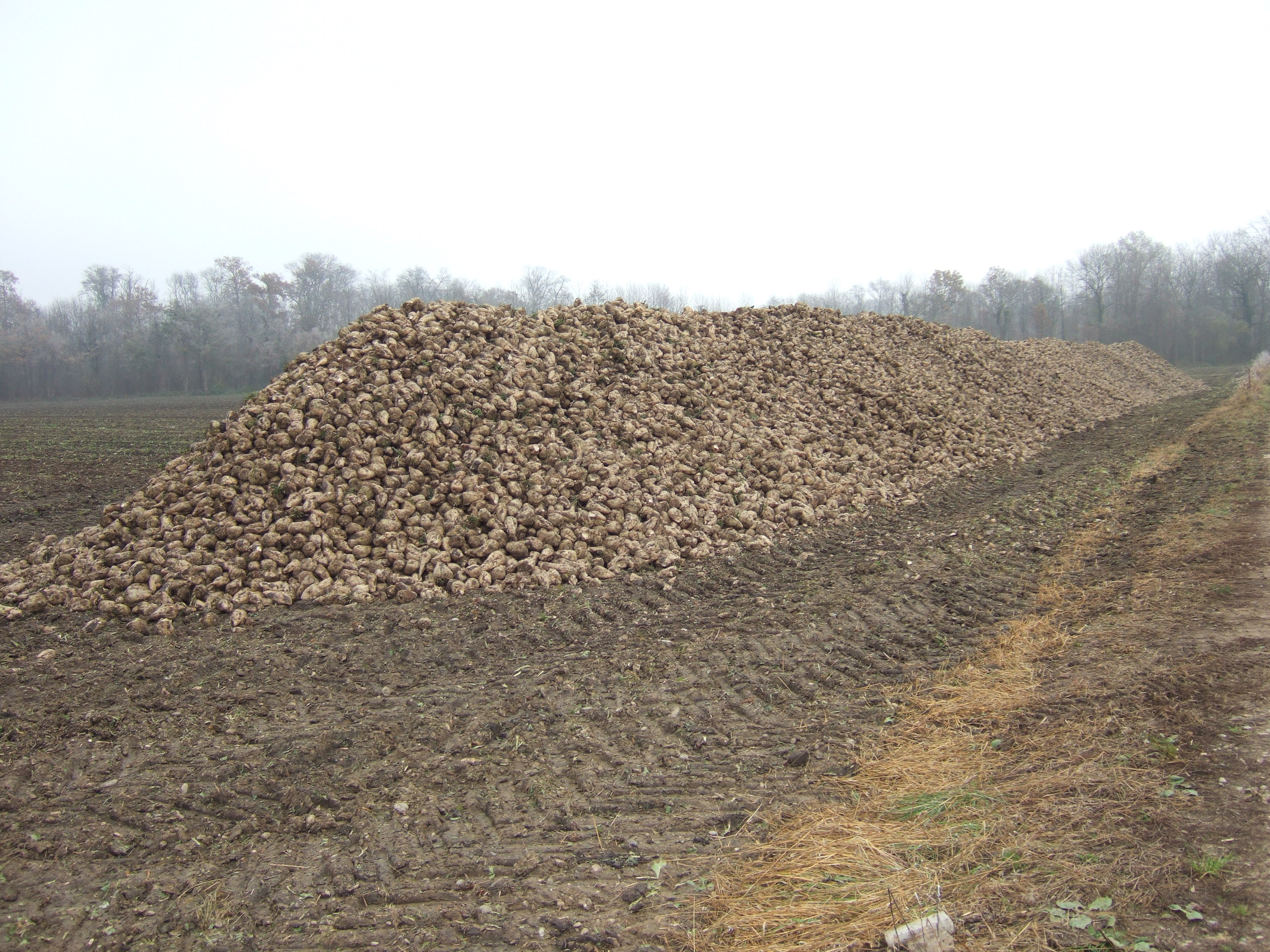
Betteraves sucrières.

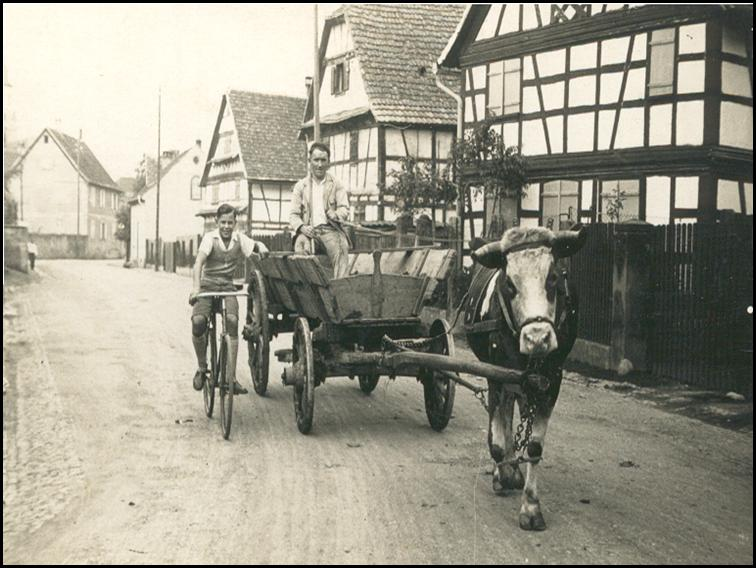
Moyen de transport de l'époque (bœuf et charrette).

Environ 550 hectares sur les 970 hectares du ban communal sont réservés à l'agriculture. La majorité de ces terres se situe dans la riche plaine d'Erstein, le restant au-delà de l'Ill, c'est-à-dire dans le Ried. Les cultures actuelles sont essentiellement le maïs, mais également les betteraves sucrières, le tabac, les pommes de terre, les choux à choucroute et diverses petites cultures. Il y a longtemps, on cultivait du houblon, du chanvre, du colza, de la garance, et même des vignes. L'élevage ainsi que la production de lait sont en forte régression. La laiterie, bâtiment de collecte du lait produit localement, a fermé ses portes depuis de nombreuses années[réf. nécessaire].

## Culture locale et patrimoine

### Lieux et monuments

#### Le château d'Osthouse (Wasserburg, château de plaine avec douves)
La première aile du château des Zorn de Bulach a été édifiée en 1436, la seconde en 1570. C'est un des rares, sinon le seul château dont les douves sont encore alimentées par une dérivation de l'Ill. Une trentaine de chambre, une chapelle privée à l'intérieur du bâtiment, des bâtiments annexes, des bâtiments agricoles, ainsi qu'un bâtiment de défense, avec cave et créneaux, constituent l'ensemble du domaine. Le châtelain est propriétaire de terres agricoles, de forêts, de prés. Il possède également des terres dans d'autres communes.

#### Le Petit Château
Il se situait sur une grande partie des terrains construits actuellement et situés entre la rue Étroite et la rue de Gerstheim. En 1869 le conseil municipal reçoit l'accord de monsieur le baron de transférer provisoirement l'école dans ce bâtiment. Pour  mémoire il reste partiellement les grands murs d'enceinte et un puits.

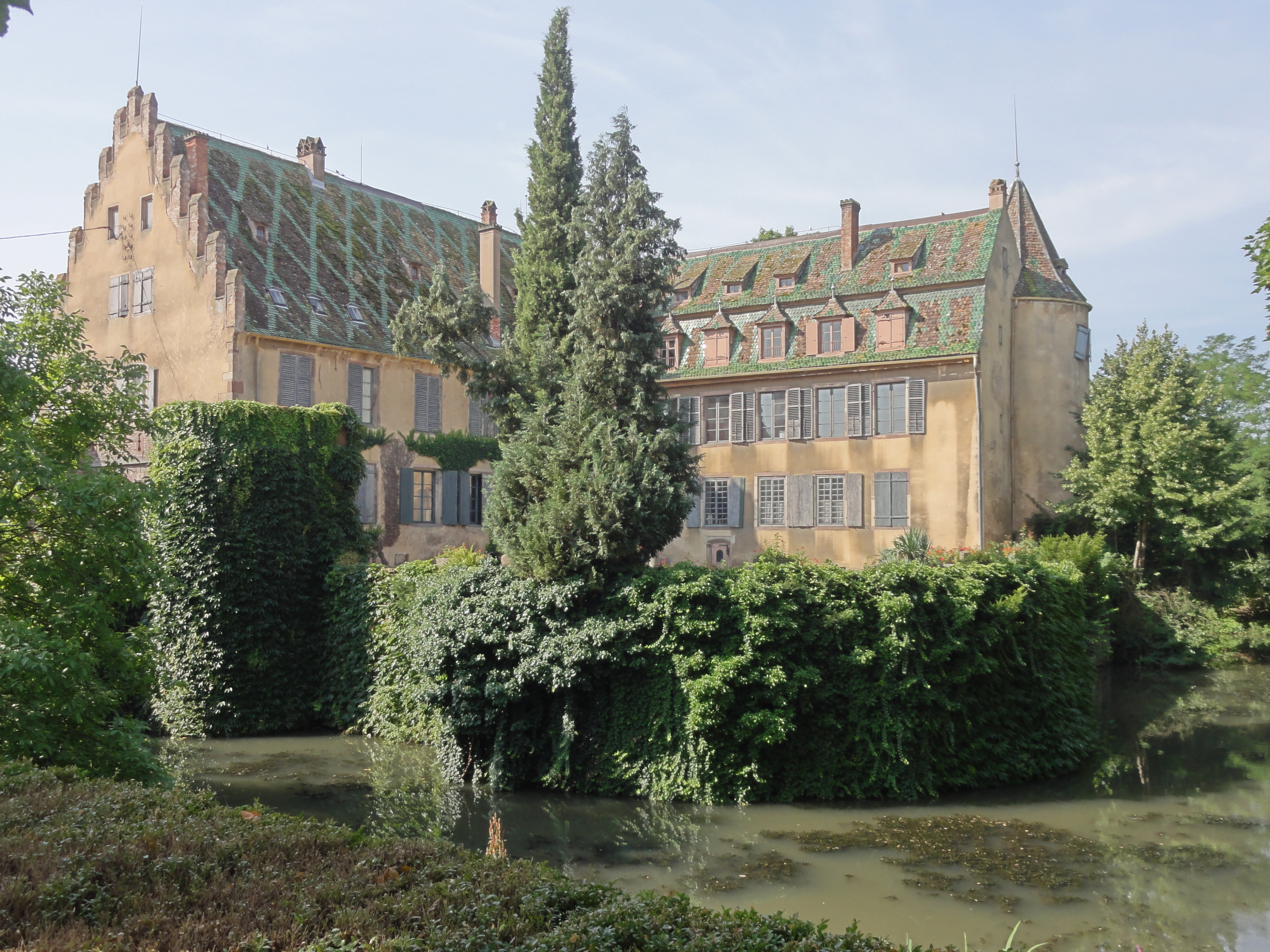
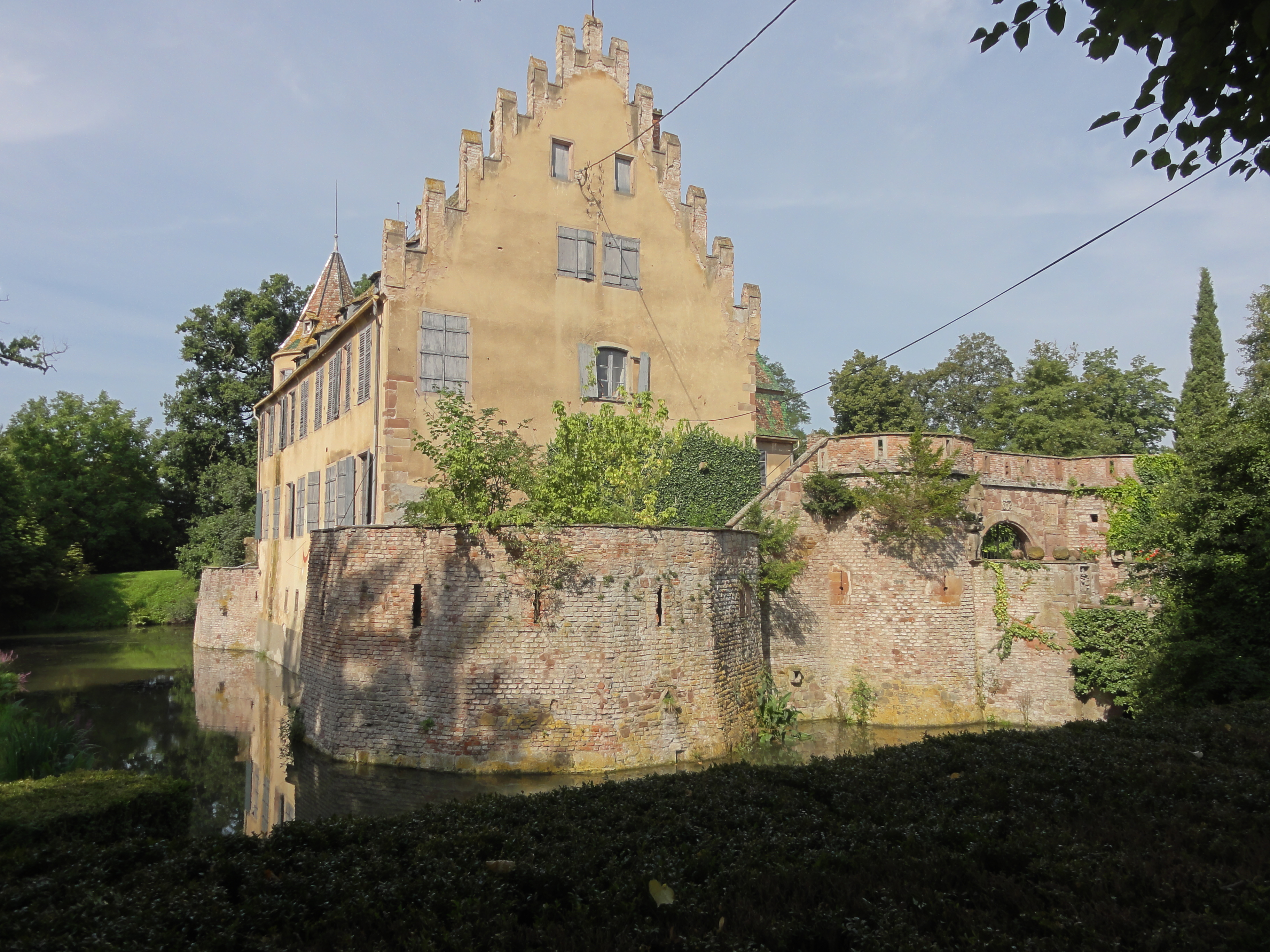
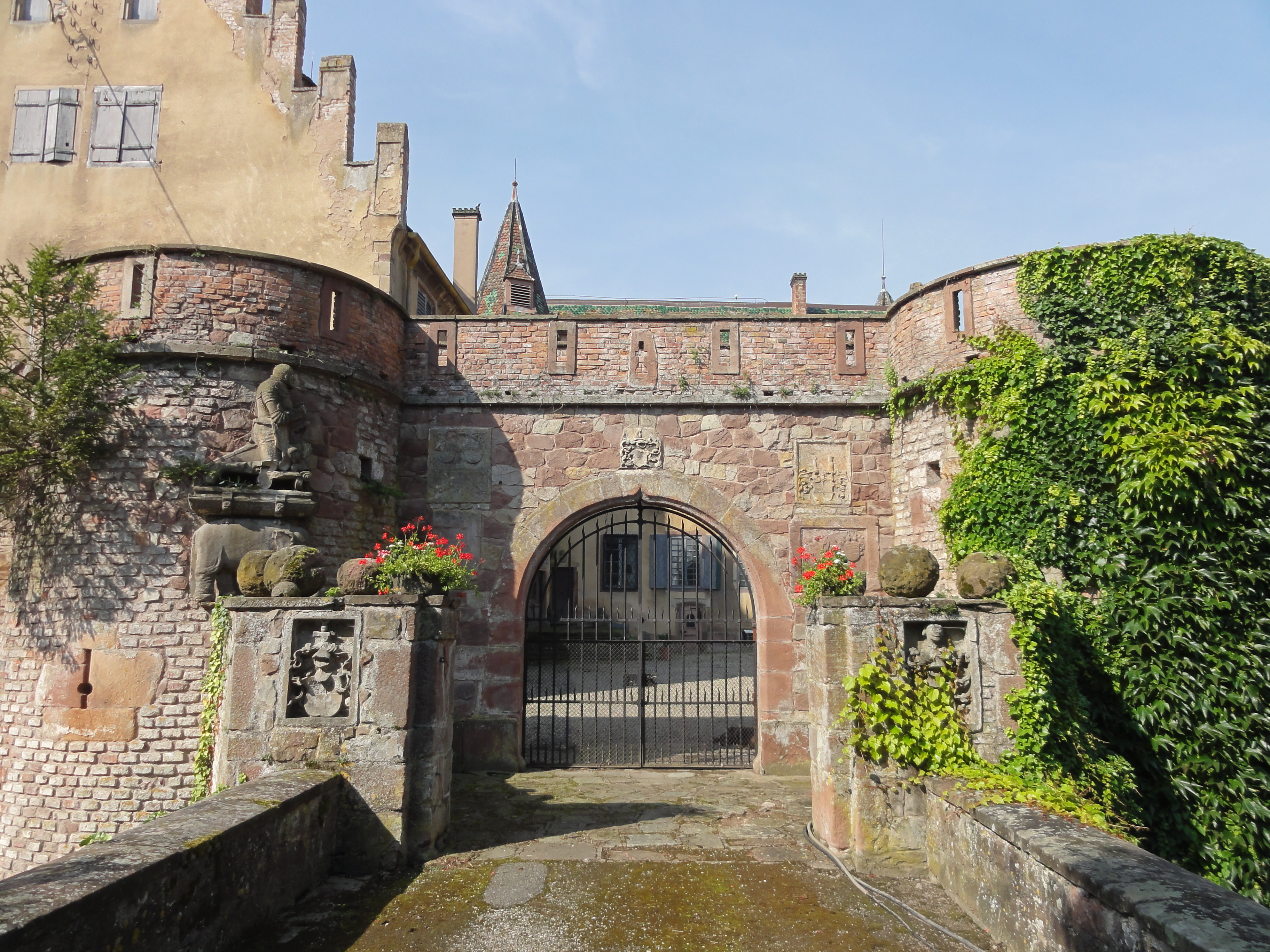
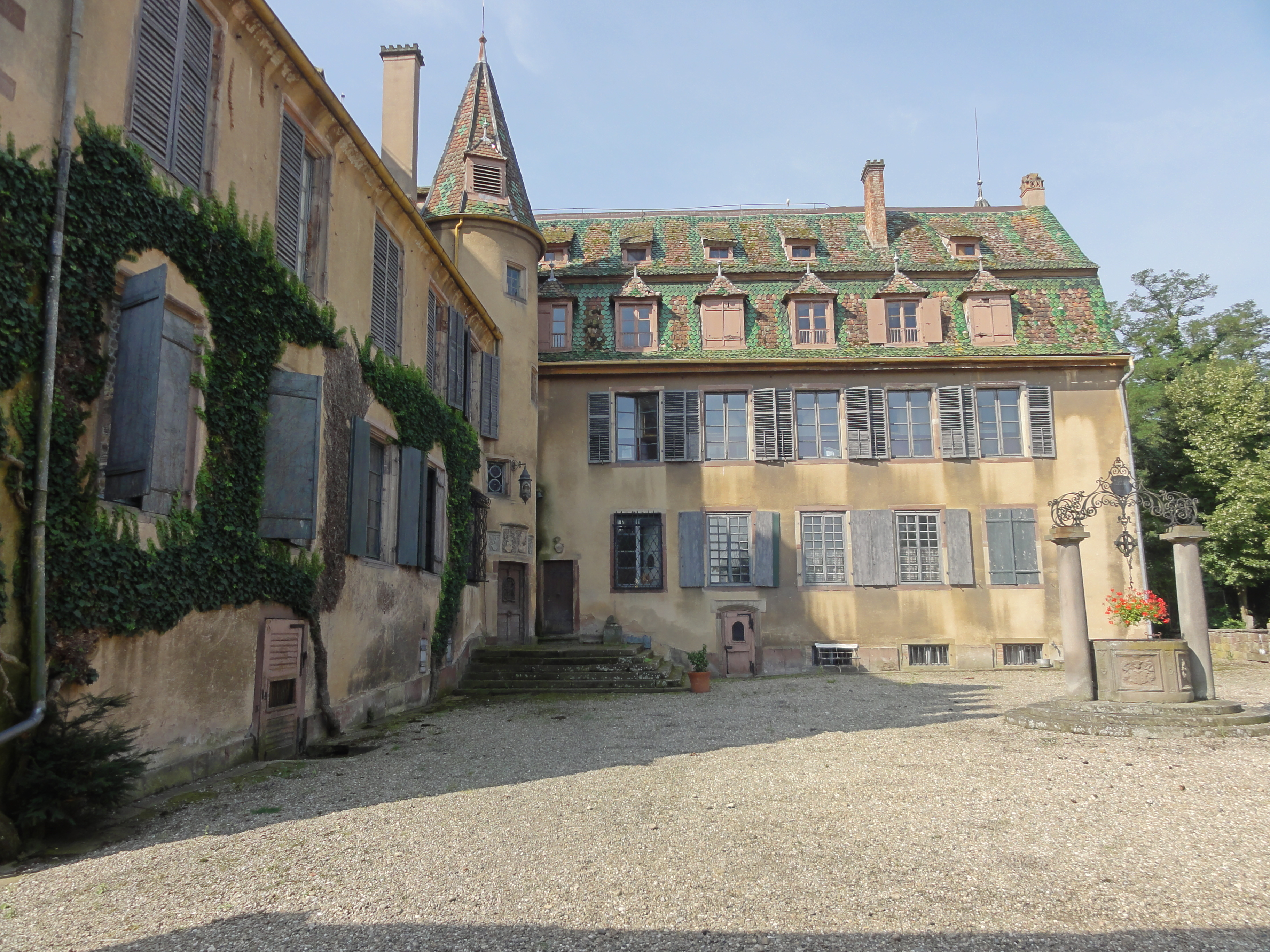

#### L'église Saint-Barthélemy

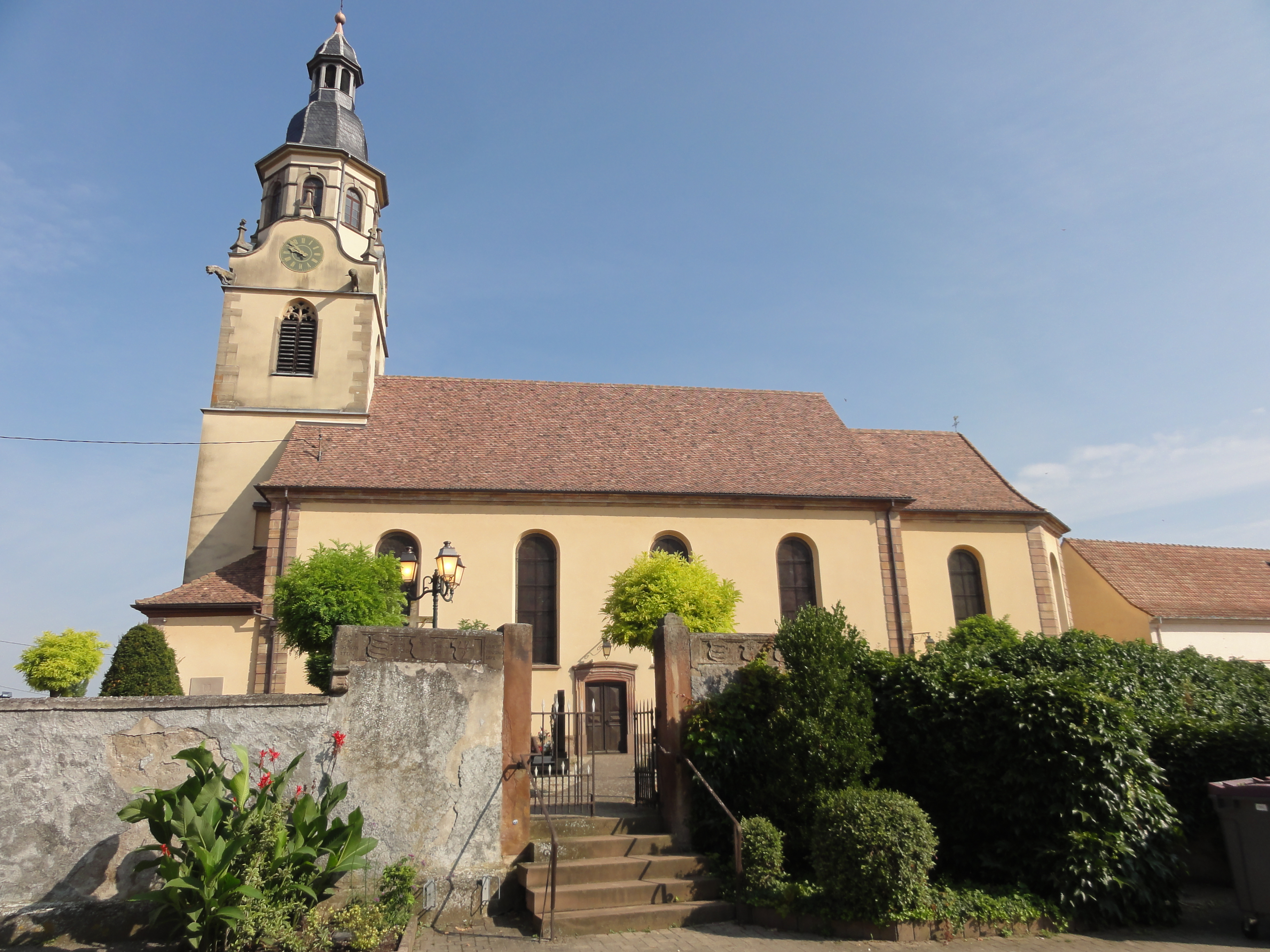
Église Saint-Barthélémy.

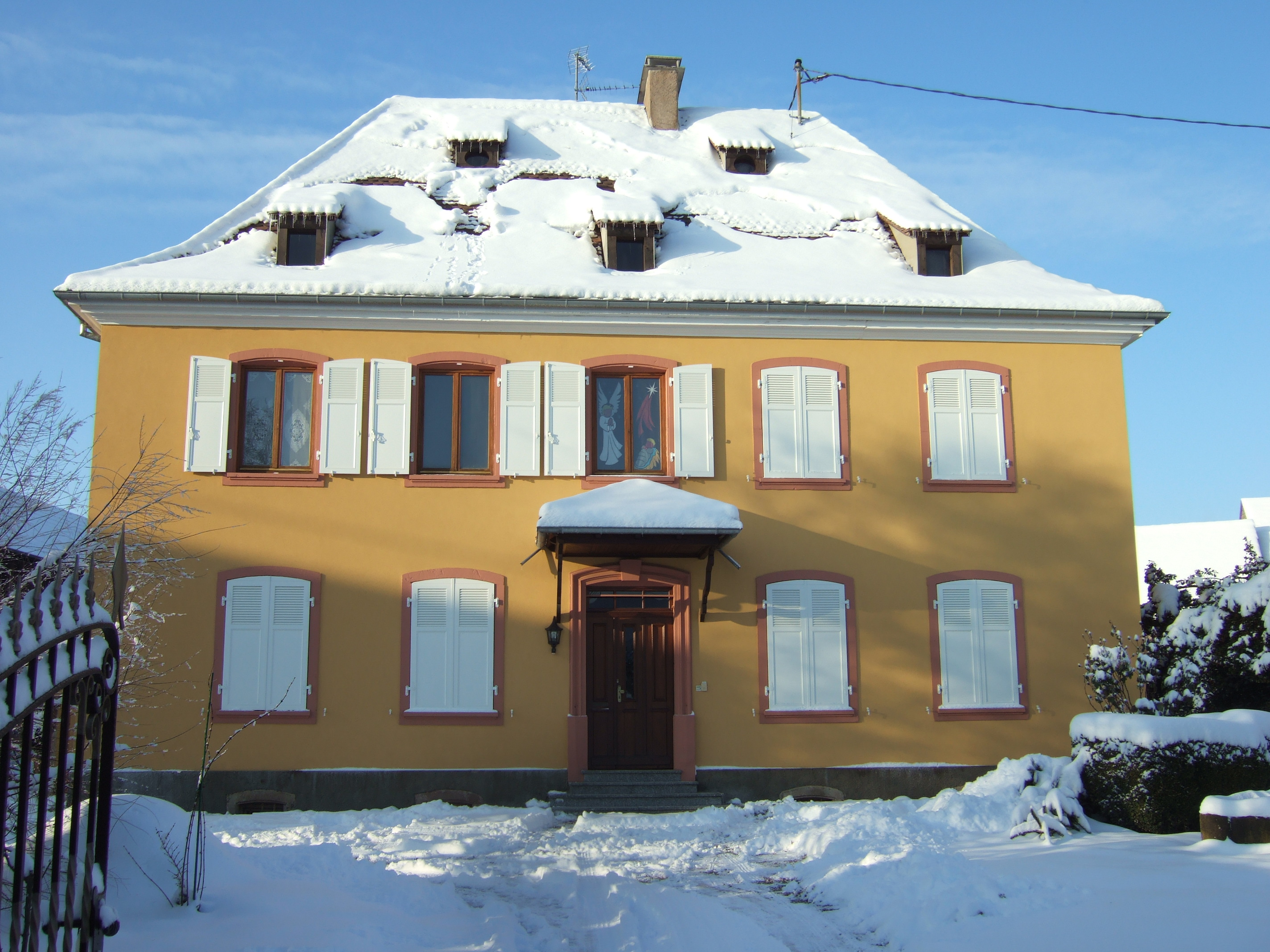
Bâtiment servant de logement du curé, salle de réunion du conseil de fabrique de la paroisse, bureau du curé.

La nef actuelle, qui est la troisième nef, a été construite selon les plans établis en 1769 par l'architecte Christiani de Barr. Les vitraux actuels sont l'œuvre d'un verrier de Metz, Ch. Lejail.
Le maître-autel, néo-rococo date du XIXe, voire du XXe siècle. Le tableau de ce même maître-autel, peint par René Kuder, a été offert par le baron Louis de Sonnenberg. Dans le chœur de l'église sont conservés les porte-cierges, emblèmes des différentes corporations du village. La table ouvragée, faisant office d'autel, a été mise à disposition de l'église par la baronne Eveline de Sonnenberg.
Les tableaux du chemin de Croix, peints par Carola Sorg, ont été offerts par le baron François (Frantz)-Antoine-Philippe-Henri Zorn de Bulach, le tableau du Christ Rayonnant par l'évêque-auxiliaire François Zorn de Bulach.
Le premier orgue de l'église date de 1789. L'actuel orgue, construit par les ateliers Wetzel, a été successivement modifié, réparé, rénové par différents facteurs d'orgue. En 1992, l'orgue a été démonté par les Établissements Kœnig et rénové dans leurs ateliers.
Initialement, l'église était dédiée à saint Martin et ensuite à saint Barthélemy.
Les porte-cierges de l'église rappellent l'existence des anciennes corporations des pêcheurs, des agriculteurs et de journaliers.
La tour de l'église est coiffée d'un casque prussien, un Thurm-Helm. Sa construction semble datée du XIIe-XIIIe siècle, avec différentes modifications ou rénovations s'étalant sur différents siècles.
Le cimetière, surélevé par rapport à son environnement, aurait pu être un cimetière fortifié ou tout simplement être à l'abri des inondations de l'Ill.
À l'origine, le culte catholique semble avoir été le seul culte pratiqué. En 1576, Sébastien Zorn de Bulach introduisit la Réforme, mais à sa mort le village redevint catholique.

#### Les chapelles
La chapelle Saint-Wolfgang, située au nord du village, sert de lieu de sépulture à la famille Zorn de Bulach, exclusivement à ceux qui avaient le titre de noble, les autres sont enterrés dans le cimetière entourant cette chapelle. Elle a été construite au XIVe siècle.
Une autre chapelle, qui n'existe plus, était située au sud du village. Des rapports de visite de 1572 et 1666 rendent compte de l'existence de ce bâtiment. Elle était dédiée à saint Nicolas.
La troisième chapelle est une chapelle privée située à l'intérieur du château. Elle est placée sous le patronage de Notre.
Dame de l'Annonciation. De magnifiques vitraux avec des motifs exceptionnels décorent la chapelle.

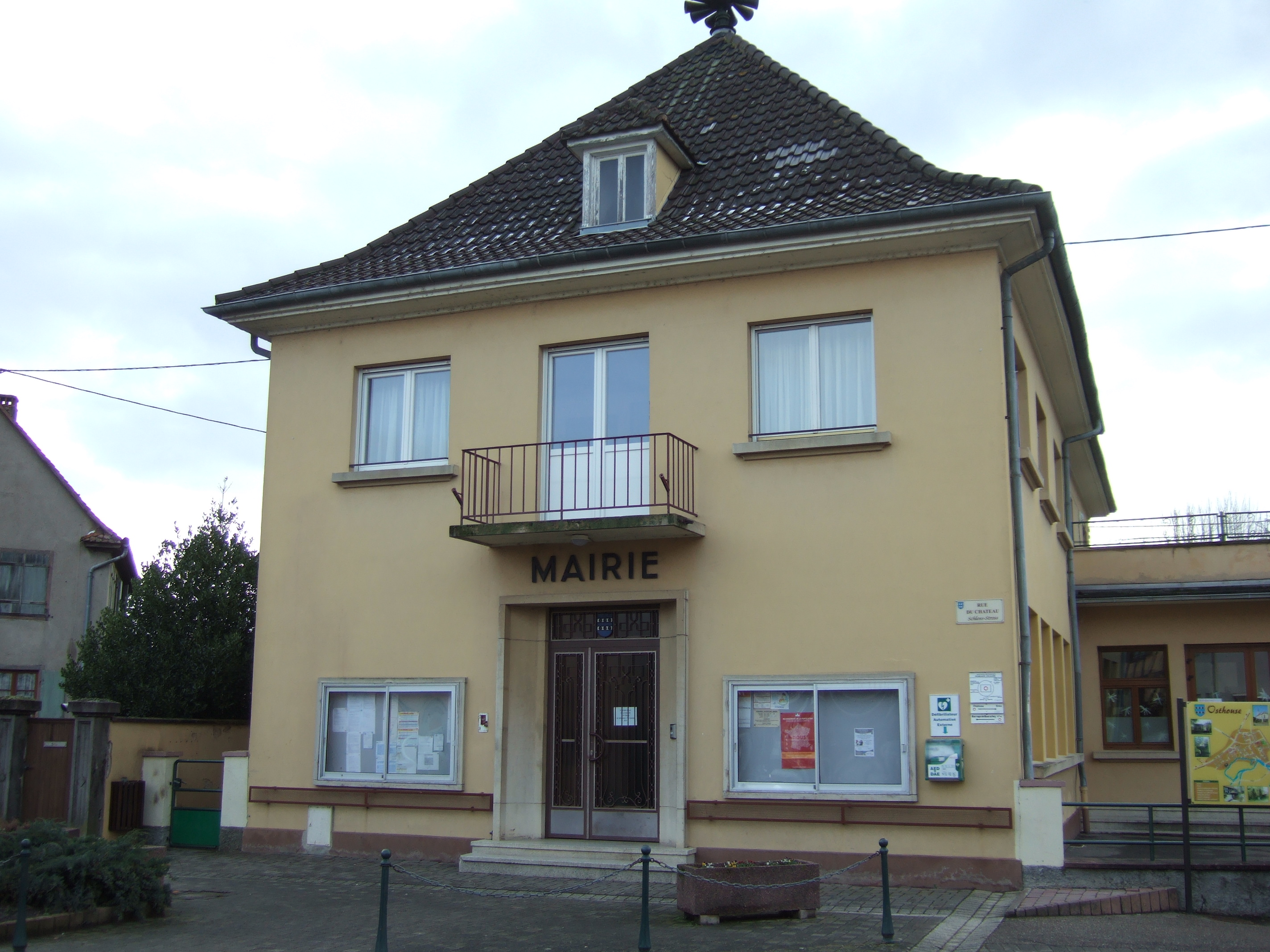
Bâtiment comprenant bureaux de la mairie, salle de réunion, le bureau de Poste, 2 logements, préau.

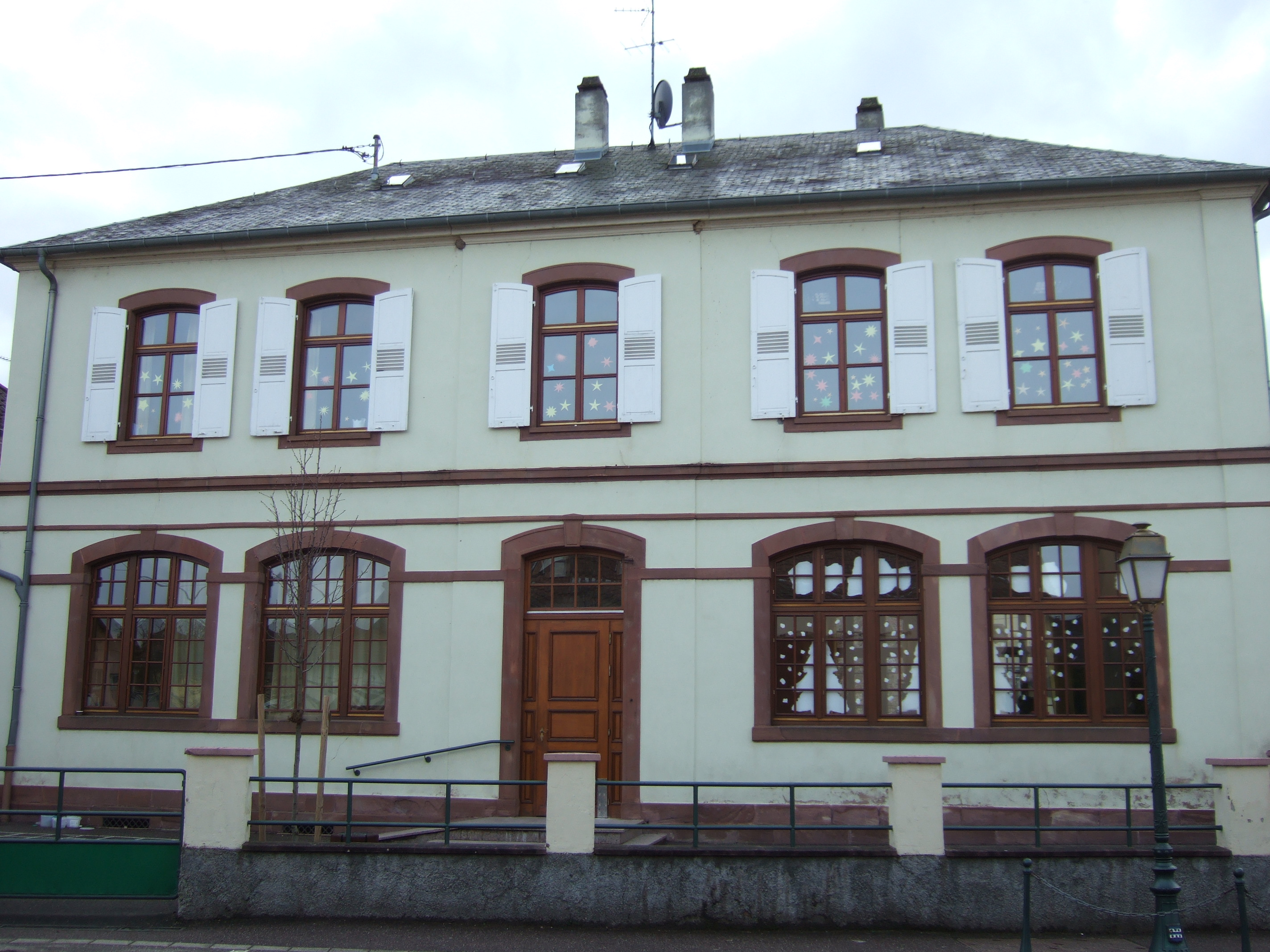
École construite en 1875 sur l'ancienne ferme Loos.

L'ancienne synagogue d'Osthouse.
En août 1866, les autorités locales et religieuses inaugurèrent la synagogue. Elle succédait à un premier bâtiment de culte devenu trop vieux et inadapté. En 1943 la synagogue fut mise en vente par les nazis. La ruine fut arasée en 1989. En 1725 on dénombrait 40 personnes juives, 204 en 1844, cent ans après plus un seul juif résidait à Osthouse.

#### La mairie et l'école maternelle
La mairie et école maternelle, le plus gros investissement réalisé à ce jour dans les constructions communales, a été inaugurée le 26 juin 1960. Elle remplace sur la même parcelle l'ancienne mairie et école qui était à l'origine une ferme. Elle comprend :
- une salle de réunion du conseil municipal et de réception ;
- bureaux du maire, du secrétariat, bureau de rangement et de classement ;
- deux logements ;
- grande cave pour le chauffage, stockage des archives et vieux documents, réserve ;
- salle de l'école maternelle ;
- préau fermé de ce même bâtiment (salle de sport, réunions associatives et autres).

#### École primaire
Elle fut construite en 1875 sur l'emplacement de l'ancienne ferme Loos dans le style propre à l'époque. Elle est composée de trois salles de classe de 65 m2 chacune et d'un logement de même surface. L'inauguration officielle date du 18 avril 1876.

#### Bâtiment des pompiers
Une partie est l'espace professionnelle, l'autre partie constitue la salle de réunion et de réception. Le terrain est un don d'une ancienne concitoyenne. Le 20 mars 1955 le conseil municipal avait déjà approuvé un tel projet. Le 6 juillet 1986 on inaugura le bâtiment actuel en présence de nombreuses personnalités. La section compte en 2020 18 sapeurs-pompiers sous les ordres de l'adjudant chef FENDER Frédéric chef de section depuis le 1er novembre 2019.

#### La «Allmendhütte»

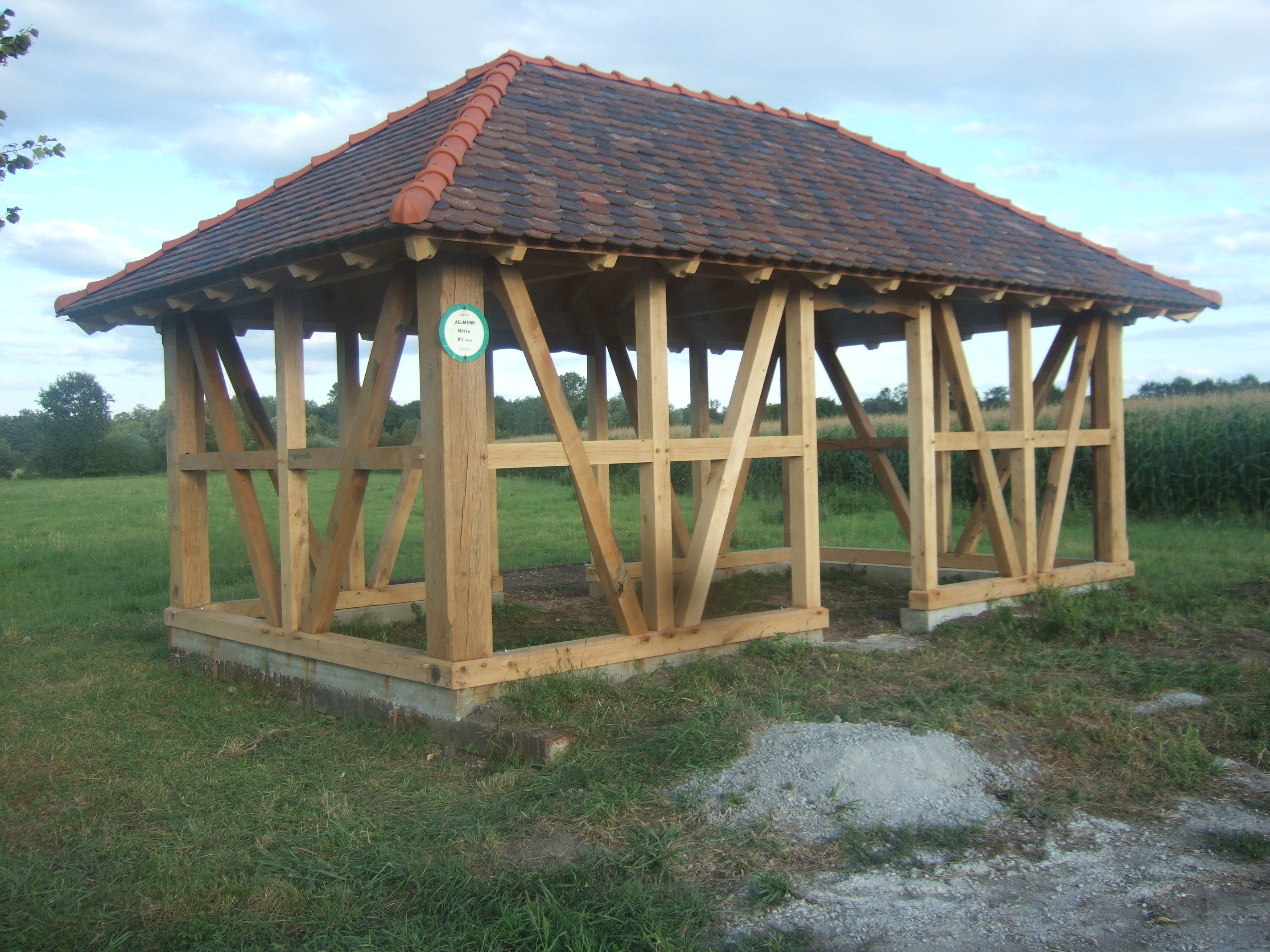
Anciennement refuge pour les agriculteurs, reconstruit en 2009.

Il s'agit du refuge en bois pour les exploitants des terres situées dans le Ried au milieu de la forêt d'Osthouse. Il fut construit en 1907, reconstruit après la guerre, détruit en 1999 par un violent orange, reconstruit en 2009.

#### Les lavoirs
Avant les machines à laver, le linge était lavé aux lavoirs au bord du Dorfwasser. Les buanderies n'étaient pas nombreuses. Tous ces lavoirs ont été construits au courant de années 1860 à 1864 et répartis sur les bords du Dorfwasser. Un quatrième est encore implanté dans la cour de la ferme du château. Le lavoir était construit sur quatre piliers, implantés dans le cours de la rivière, avec une toiture recouverte de tuiles. Quatre chaines reliées à deux axes pouvaient remonter le plancher flottant pour l'adapter à la hauteur du niveau d'eau du cours d'eau.

#### Diverses anciennes constructions
Le petit bâtiment de l'ancienne maison du sel, ainsi que la maison  des gardes nationaux nous rappellent un passé lointain. La petite construction de la station de pompage d'eau pour les agriculteurs a disparu du paysage des bords du Dorfwasser.

#### Les croix rurales
De nombreux crucifix et croix sont implantés sur le territoire communal, au total on en dénombre sept. Quelques croix ont été déplacées de leur lieu d'implantation pour être placées dans l'église et mises à l'abri de l'effritement du grès. De nombreuses raisons peuvent être à l'origine de l'érection de ces monuments : protection des moissons, demander la grâce de Dieu, souvenir d'un défunt, remerciement d'une guérison, etc.

### Patrimoine naturel

#### Les rivières et étangs

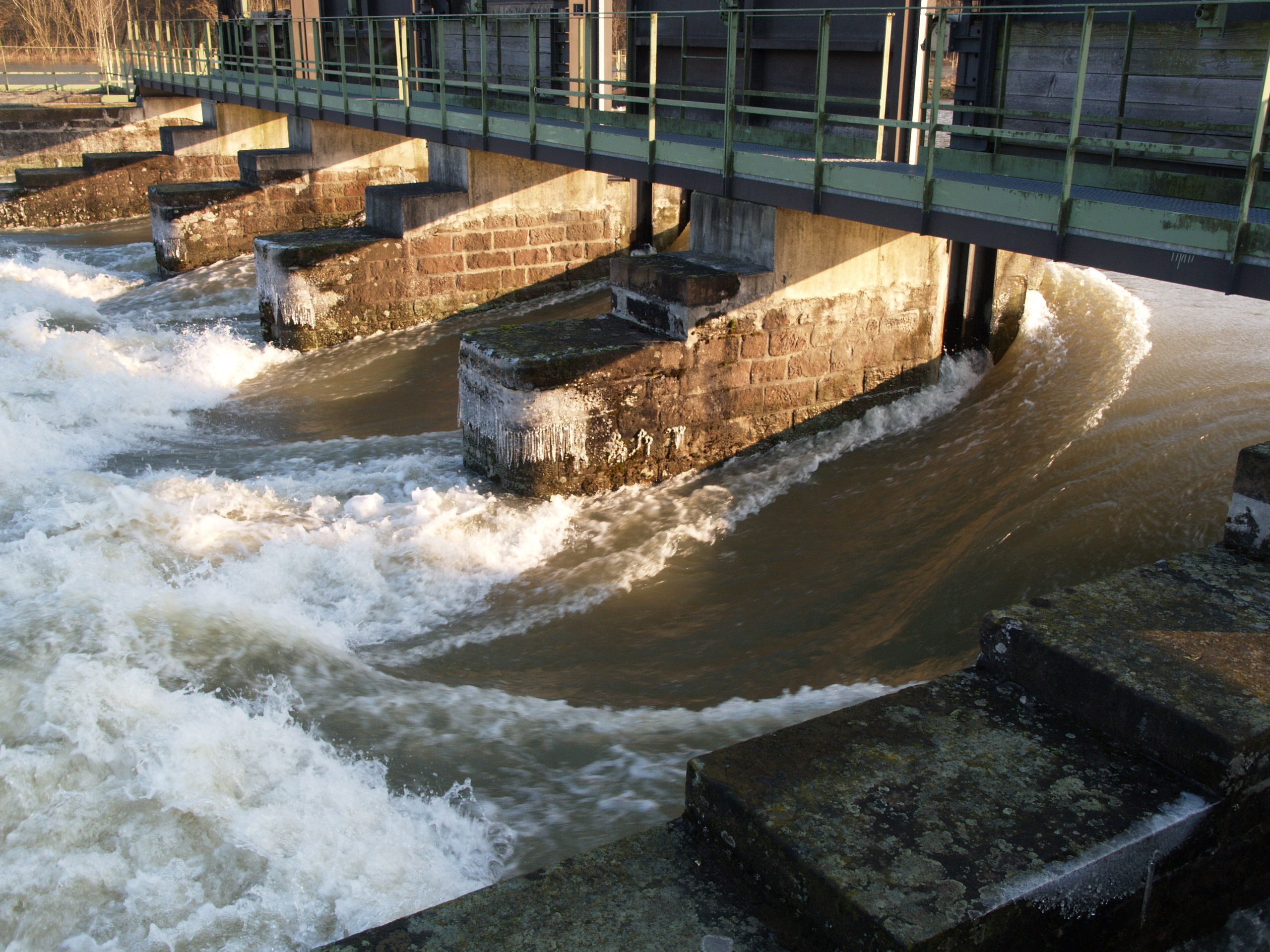
Barrage et écluses.

Osthouse comprend des rivières et des étangs.

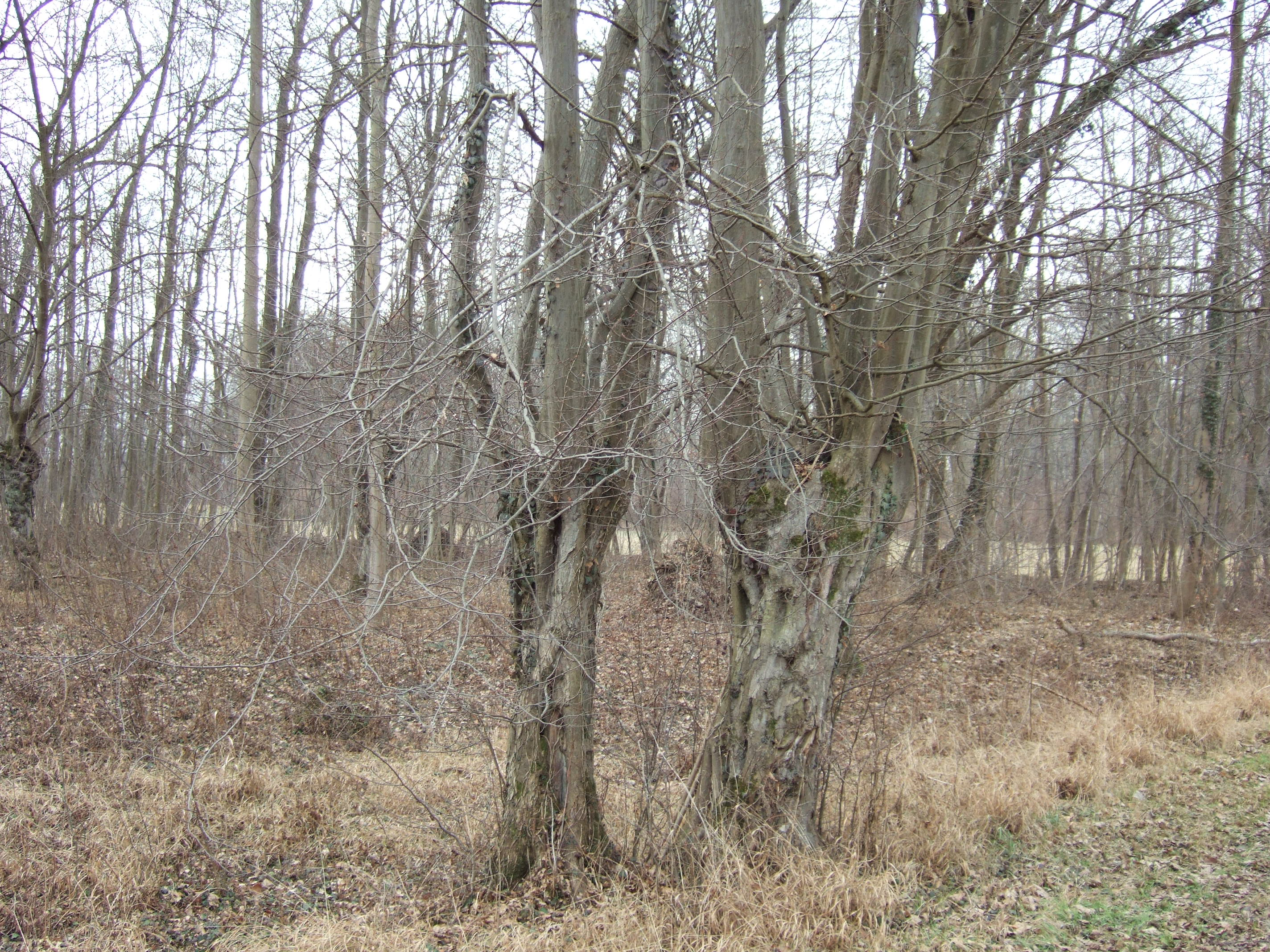
Têtards de la forêt.

La forêt d'Osthouse, située sur la partie Ried, occupe 301 hectares.

### Vie associative
L’A.P.P.M.A.  Association de pêche et de protection du milieu aquatique.
La pêche est une activité aussi vieille que l’humanité. En 1613 les seigneurs d’Osthouse édictent le règlement de pêche local. En 1620 les pêcheurs professionnels locaux se sont regroupés dans la corporation locale. À la fin du XVIIe siècle Colbert fit appliquer la législation française : «  ……les petites rivières sont aux seigneurs des terres et les ruisseaux sont aux particuliers tenanciers ». En 1938 est créée une association ayant pour but l’exercice de la pêche non professionnelle. Les statuts de l’association furent approuvés en 1945. Sous la présidence d'Auguste Koenig, en 1948, l’A.P.P. s’affilia à la Fédération d’Alsace. À Osthouse les pêcheurs peuvent s’adonner à leur plaisir dans plusieurs rivières et quelques étangs ou la gravière.
La J.A.C. - La Jeunesse Agricole Catholique.
En arrivant à Osthouse en 1947 le curé Scharwatt a trouvé une paroisse peu encline à la vie associative placée sous le patronage de l'église. En mars 1948 seize jeunes répondent à l'invitation du curé et une dizaine s'engage dans la J.A.C. Quelques semaines plus tard une poignée d'anciens complète l'effectif dont le futur président Joseph Reibel. Une section féminine, d'une durée de vie très courte, compléta l'effectif de la J.A.C. L'activité de l'association s'intensifia, instauration des rogations, (processions à travers le ban communal "Banprozession"), participation aux congrès régionaux, participation au congrès de Paris. Pour la jeunesse locale, le curé organisa des séances de cinéma, créa une section de clairon dirigée par Alphonse Schaeffer, une section théâtrale. En 1953 le congrès de la J.A.C., du Sud de Strasbourg, se déroula à Osthouse en présence de Pierre Pflimlin. En 1954 la J.A.C. est affiliée à l'A.G.R. avec une nouvelle dénomination : "Cercle Catholique St Barthélémy". Dans les années 1955 - 1960 le service militaire des jeunes, d'une durée de 24, voire 27 mois, avait fortement réduit le nombre de jeunes engagés dans la vie associative. Cette situation et ces évènements amenèrent le Cercle à cesser toute activité.
Le Cercle Saint Barthélémy Osthouse, C.S.B.O..
Le 30 novembre 1969 une quinzaine de filles se réunirent à la mairie en vue de créer un club de basket. La saison 1970/1971 démarra avec deux équipes féminines et une équipe masculine, mais sans terrain. Les matchs se jouèrent dans des villages voisins déjà équipés d'un terrain. Le nouveau plateau de basket fut inauguré le 3 juin 1973, l'éclairage du terrain le 6 juin 1976. En 1981 le C.S.B.O. édifia les vestiaires. En 1989, sous l'égide de la commune, démarra la construction de la salle polyvalente. Actuellement le C.S.B.O. compte 18 équipes de basket. Les résultats sportifs sont ascendants et ont suivi la courbe des investissements : deux titres de champions d'Alsace, deux titres de champions du Bas-Rhin, plusieurs titres de champions de groupe. Un ancien dirigeant de l'association disait un jour : " Le C.S.B.O. est une association. Donc notre C.S.B.O. est essentiellement une mise en commun de nos connaissances et de notre activité. C'est un engagement de nos personnes...".
L'Association Sportive d'Osthouse, A.S.O.
L'association de football fut créée en 1920 sous l'impulsion de Lutz Aldred et Joseph Oertel. Le premier terrain fut mis à la disposition de l'A.S.O. par le baron Materne Zorn de Bulach, à l'époque maire d'Osthouse. Ce dernier dota l'équipe des premiers maillots qui représentent encore actuellement le blason des Zorn de Bulach, jaune et rouge avec une étoile. En 1927, après de nombreuses délibérations du conseil municipal, le terrain fut installé à côté de la rivière le Muhlbach. Jusque dans les années 1955 le terrain était coupé en deux par un chemin d'exploitation. En 1983 on inaugura un nouveau terrain conforme aux normes en vigueur, situé à proximité du village et doté d'un club house.
Le Cœur d’Oshouse. L’assemblée constitutive de cette chorale laïque s’est tenue le 1er février 1977 et a élu sa première présidente, Muller Thérèse, à laquelle ont succédé  Dyduch Jean, Schaeffer Marie-Thérèse, Meyer Marlise. Depuis son existence la chorale n’a connu que trois directeurs, Pécriaux Norbert, Adam Antoine et Simler Joseph.  Le Cœur d’Osthouse participe à de nombreuses manifestations, tant locales que dans d’autres villes et villages. Elle anime, avec régularité, tous les offices religieux célébrés de la naissance à la mort des fidèles. Une autre qualité remarquable des membres du Cœur d’Osthouse est la fidélité et l’assiduité.
PROJECT'ILL, Association Culturelle de la Plaine de l'Ill.
L'association a été créée en 1992 dans le but de réaliser des spectacles sons et lumières et d'autres manifestations culturelles. En 1996 l'association s'attaqua à un record du monde qui fut réalisé : la plus grande image en ballons gonflables. Mille personnes participèrent à cette réalisation. Les premiers Sentiers de Noël se sont déroulés en 1998 et furent un succès d'une dimension nationale, succès répétés jusqu'à ce à jour. Au niveau du recrutement de ses membres l'association est exemplaire, les membres présents viennent de toutes les couches sociales et de nombreux villages et villes de toute l'Alsace. Depuis sa création jusqu'à ce jour l'association est présidée par Jean Pierre Palmer.

### Personnalités liées à la commune

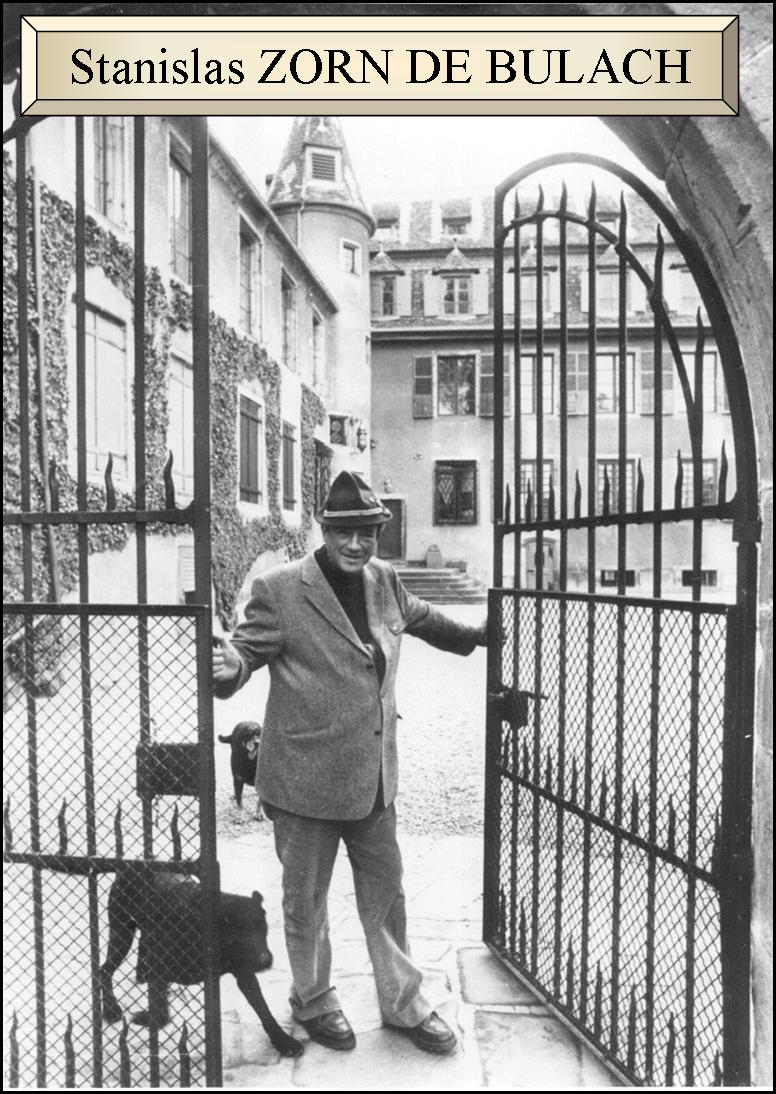
Châtelain d'Osthouse.

La famille Zorn de Bulach était présente au village du XVe siècle jusqu'à la fin du XXe siècle. En 1436, Claus Zorn de Bulach s'installe à Osthouse, le 19 mars 1983 Stanislas Zorn de Bulach décède et met fin à la présence des Zorn de Bulach à Osthouse. La famille Zorn de Bulach ne s'est pas pour autant éteinte. Maximilien Ernest Antoine François, cousin de Stanislas, représente avec son fils les descendants de la noble famille. Les personnages les plus importants et les plus connus de la famille sont :
- Antoine Joseph Zorn de Bulach, général de cavalerie ;
- Ernest Maximilien Zorn de Bulach, capitaine, député, maire ;
- François Antoine Philippe Henri Zorn de Bulach, chambellan de Napoléon III, député, maire ;
- Hugo Antoine Marie Ernest Zorn de Bulach, secrétaire d'État, député, maire ;
- François Zorn de Bulach, évêque auxiliaire de Strasbourg ;
- François Nicolas Antoine Ernest dit Claus Zorn de Bulach, autonomiste, lança le journal «Die Wahrhei t » et créa le parti politique « Parti Alsacien » ;
- Stanislas François Hugo Zorn de Bulach, maire d'Osthouse, dernier des Zorn de Bulach domicilié au château d'Osthouse.

Le baron Nicolas de Sonnenberg est l'actuel occupant du château d'Osthouse.

### Héraldique
| Blason de Osthouse | Blason  | D'azur aux deux fasces d'argent chargées chacune de trois tourteaux de sable.                                                                                           |
| Blason de Osthouse | Détails | La version communale, selon une lettre du 16 mai 1955 est la suivante : « sur fond bleu, deux pistes argentées de jeux de quilles avec trois boules sur chaque piste ». |